# Stazione meteorologica di Imola
La stazione meteorologica di Imola è la stazione meteorologica di riferimento relativa alla città di Imola.

## Coordinate geografiche
La stazione meteo si trova nell'Italia nord-orientale, in Emilia-Romagna, in provincia di Bologna, nel comune di Imola, a 47 metri s.l.m. e alle coordinate geografiche 44°21′N 11°43′E.

## Dati climatologici
In base alla media trentennale di riferimento 1961-1990, la temperatura media del mese più freddo, gennaio, si attesta a +2,6 °C; quella del mese più caldo, luglio, è di +23,7 °C.
Le precipitazioni medie annue si aggirano sui 750 mm, distribuite mediamente in 81 giorni, con minimi relativi in inverno ed estate e picchi moderati in primavera ed autunno .
| Imola               | Mesi | Mesi | Mesi | Mesi | Mesi | Mesi | Mesi | Mesi | Mesi | Mesi | Mesi | Mesi | Stagioni | Stagioni | Stagioni | Stagioni | Anno |
| Imola               | Gen  | Feb  | Mar  | Apr  | Mag  | Giu  | Lug  | Ago  | Set  | Ott  | Nov  | Dic  | Inv      | Pri      | Est      | Aut      | Anno |
| ------------------- | ---- | ---- | ---- | ---- | ---- | ---- | ---- | ---- | ---- | ---- | ---- | ---- | -------- | -------- | -------- | -------- | ---- |
| T. max. media (°C)  | 5,9  | 9,3  | 14,0 | 18,1 | 22,9 | 26,9 | 29,8 | 29,4 | 25,5 | 19,4 | 12,4 | 7,0  | 7,4      | 18,3     | 28,7     | 19,1     | 18,4 |
| T. min. media (°C)  | −0,7 | 1,3  | 4,5  | 7,8  | 11,8 | 15,6 | 17,5 | 17,5 | 14,6 | 10,0 | 4,8  | 0,0  | 0,2      | 8,0      | 16,9     | 9,8      | 8,7  |
| Precipitazioni (mm) | 51   | 46   | 53   | 72   | 64   | 57   | 42   | 66   | 67   | 77   | 96   | 62   | 159      | 189      | 165      | 240      | 753  |
| Giorni di pioggia   | 7    | 7    | 7    | 8    | 8    | 6    | 4    | 6    | 5    | 7    | 9    | 7    | 21       | 23       | 16       | 21       | 81   |